# Contarinia stenotaphri
Contarinia stenotaphri är en tvåvingeart som först beskrevs av Barnes 1944.  Contarinia stenotaphri ingår i släktet Contarinia och familjen gallmyggor. Inga underarter finns listade i Catalogue of Life.